# Western Approaches Command
Western Approaches Command var en stor operativ enhed af Royal Navy under 2. Verdenskrig. Kommandoen var ansvarlig for britiske skibes sikkerhed på skibsruterne mellem Storbritannien og Nordamerika. 
Ved krigsudbruddet i september 1939 havde admiral Martin Dunbar-Nasmith kommandoen over Western Approaches Command med hovedkvarter i Plymouth.  Western Approaches Command havde ansvar for beskyttelsen af de store nordatlantiske konvojer, som passerede ud i Nordatlanten igennem de sydvestlige sejlruter syd for Irland. 
Efter Frankrigs fald i juni 1940 blev ruterne for de store konvojer over Nordatlanten flyttet, så de i stedet førte nord om Irland. I slutningen af 1940 stod det klart, at placeringen af kommandoens hovedkvarter i Plymouth i stigende grad var uhensigtsmæssig og hovedkvarteret blev flyttet til Liverpool. Den 7. februar 1941 blev Western Approaches Command delt og dens hovedkvarter flyttet fra Plymouth til Derby House i Liverpool. Hovedkvarteret for RAF's Coastal Command flyttede samtidig til Liverpool. Admiral Dunbar-Nasmith blev i Plymouth som øverstkommanderende dér. Den 17. februar blev admiral Percy Noble udpeget til at være den nye øverstkommanderende for Western Approaches Command. 
I løbet af de næste to år opbyggede admiral Noble baserne for de nordatlantiske eskortegrupper i Greenock ved Clyde-floden, Londonderry og Liverpool samt etablerede de træningsfaciliteter, som var grundlaget for den senere sejr i slaget om Atlanten.
Den 19. november 1942 blev admiral Noble erstattet af admiral Max Horton, som var øverstkommanderende indtil Western Approaches Command blev nedlagt den 15. august 1945, efter at krigen i Europa var slut. 
Hortons lederskab spillede en stor rolle i overvindelsen af ubådsplagen. Horton brugte det stigende antal eskortefartøjer, som kommandoen fik rådighed over til at organisere "støttegrupper", som blev brugt til at understøtte konvojer, der kom under angreb. I modsætning til de almindelige eskortegrupper var støttegrupperne ikke direkte ansvarlige for en bestemt konvojs sikkerhed. Det gav dem langt større taktisk fleksibilitet, idet de kunne sende skibe af sted for at jage ubåde, som blev opdaget af rekognosceringsfly eller højfrekvent pejleudstyr (HF/DF). I situationer hvor de almindelige eskortefartøjer ville have været tvunget til at vende tilbage til deres konvoj, kunne støttegrupperne fortsætte jagten på en ubåd i mange timer, indtil den blev nødt til at komme op til overfladen. 
Den forstærkede centrale kerne af kommandobunkeren ved Derby House i Liverpool viste sig at være for dyr af rive ned, så mens resten af bygningen er blevet omdannet til moderne kontorer er bunkeren blevet genskabt som et museum, der er åbent for offentligheden. 